# Xylophanes macasensis
Xylophanes macasensis là một loài bướm đêm thuộc họ Sphingidae. Nó được tìm thấy ở Ecuador phía nam into Bolivia.
Sải cánh dài khoảng 80 mm for both males và đối với con cái. Nó tương tự như Xylophanes ockendeni, nhưng lớn hơn.
Con trưởng thành có thể bay quanh năm. Con trưởng thành được ghi nhận bay vào tháng 12.
Ấu trùng có thể ăn các loài Rubiaceae và Malvaceae.